# Стожер (Босна и Херцеговина)
Стожер је планина у Босни и Херцеговини. Налази се сјеверно од Купрешког поља. Највиши врх је Врана (1758 m).